# Thomas Custer
Pour les articles homonymes, voir Custer.
Thomas Custer, né le 15 mars 1845 à New Rumley dans l'Ohio et mort le 25 juin 1876 à la bataille de Little Bighorn dans le Montana est un officier de cavalerie américain, le plus jeune frère du général George Armstrong Custer, avec qui il périt durant la bataille.

## Biographie
Troisième fils d'Emanuel et Marie Custer, il entre dans l'armée de l'Union à l'âge de 16 ans en septembre 1861, et participe en tant que simple soldat à la guerre de Sécession dans le 21st Ohio Infantry (en). Il s'illustre notamment lors des batailles de Stones River, Missionary Ridge et la campagne d'Atlanta.
En octobre 1864, il obtient le grade de caporal. Puis il commande en tant que second lieutenant la compagnie B de la 6e régiment de cavalerie de volontaires du Michigan (en), puis devient l'aide de camp de son frère George durant la dernière année de la guerre civile.
Tom Custer obtient successivement les brevets de capitaine, de major et de lieutenant-colonel.
Il a à peine 20 ans lorsque la guerre civile prend fin. Il reçoit à deux reprises la Medal of Honor et fut le premier soldat à recevoir le double honneur, l'un des quatre soldats ou marins à recevoir ce double honneur pendant la guerre civile, et l'un parmi les 19 seulement à l'avoir reçu dans l'histoire de l'armée américaine.
Il meurt aux côtés de son frère le 25 juin 1876 à la bataille de Little Bighorn, durant la guerre des Black Hills, et est enterré au cimetière national de fort Leavenworth.